# Biotip
|  | Per a altres significats, vegeu «Biovar». |

Biotip o hàbit, en biologia, és un terme que indica el conjunt de les característiques constitucionals corporals, biològiques i psicològiques de cada individu.
En veterinària i ramaderia és el grup d'individus animals que tenen el mateix genotip.
En el camp de la psiquiatria, des del punt de vista morfològic, tradicionalment són individualitzats tres biotips fonamentals: 
- Biotip atlètic: en què la constitució es caracteritza per un esquelet ferm, músculs forts, tòrax ampli, coll alt i sòlid i crani arrodonit.
- Biotip leptosomàtic: en què la constitució es caracteritza per una complexió prima i astènica.
- Biotip pícnic: en què la constitució es caracteritza per obesitat, membres curts i cara rodona.

En etnologia el biotip descriu el fenotip relacionant-lo amb alguna ètnia (per exemple biotip mediterrani, biotip asiàtic).